# آدم باتلر (لاعب كرة قدم أمريكية)
آدم باتلر (بالإنجليزية: Adam Butler)‏ هو لاعب كرة قدم أمريكية أمريكي، ولد في 12 أبريل 1994 في دانكنفيل في الولايات المتحدة.

## وصلات خارجية
- آدم باتلر على موقع مرجع كرة القدم المحترفة.كوم (الإنجليزية)